# Myrina (Lemnos)
Pour les articles homonymes, voir Myrina.
Mýrina (en grec moderne : Μύρινα) est un ancien dème situé sur l'île de Lemnos, dans la Mer Égée, en Grèce. La population totale de la commune est de 7 488 habitants en 2001, répartis dans plusieurs villages : Mýrina lui-même (5 107 habitants), Káspakas (630), Platý (579), Thános (454) et Kornós (331).
Selon Étienne de Byzance, son nom viendrait de la reine amazone Myrina qui en serait la fondatrice.
Le soir du solstice d'été, l'ombre du Mont Athos distant de 70 km s'étend jusqu'à Myrina, comme le confirme le voyageur français Pierre Belon au XVIe siècle. Dans l'Antiquité, la statue d'un bœuf de bronze y avait été placée et Plutarque cite à ce propos un vers : ̉Άθως καλύψει πλευρά Λημνίας βοός soit « l'ombre de l'Athos enveloppera le flanc du bœuf de Lemnos », devenu proverbial pour évoquer ceux qui, par leur jalousie et leurs calomnies, dénigrent les mérites des autres.
La forteresse surplombant Myrina a été tour à tour et a plusieurs reprises byzantine, vénitienne (de 1204 à 1280 et de 1464 à 1478) et ottomane (de 1456 à 1464 et de 1478 à 1912) ; de septembre 1941 à avril 1944, pendant l'Occupation, la Kriegsmarine allemande y a posté une garnison.